# Anandrus inermis
Genre
Synonymes
- Elucus inermis Petrunkevitch, 1942

Anandrus inermis est une espèce fossile d'araignées aranéomorphes de la famille des Synotaxidae.

## Distribution
Cette espèce a été découverte en Russie dans de l'ambre de la mer Baltique. Elle date du Paléogène.

## Systématique et taxinomie
Cette espèce a été décrite sous le protonyme Elucus inermis par Petrunkevitch en 1942. Elle est placée dans le genre Anandrus par Wunderlich en 1986.

## Publication originale
- (en) Petrunkevitch, « A study of amber spiders », Transactions of the Connecticut Academy of Arts and Sciences, 1942, vol. 34, p. 119–464.